# ゼノン (東ローマ皇帝)
ゼノン（ラテン語: Flavius Zeno Augustus, ギリシア語: Ζήνων, 426年 - 491年4月9日）は、東ローマ帝国の皇帝（在位：474年 - 491年）。アナトリア半島イサウリア地方の少数民族イサウリア人の族長で、旧名はタラシコデッサ。

## 概要
ゼノンは旧名をタラシコデッサというイサウリア人の族長で、5世紀に東ローマ帝国の皇帝となった人物。ゼノンの時代に西方正帝（西方担当の皇帝）が廃止されたため、東方正帝（東方担当の皇帝）だったゼノンはローマ帝国で唯一の正帝となった。皇帝としての治世中には数々の陰謀や内乱があったが、ゼノンは491年に没するまで自身の地位を守ることに成功した。

## 生涯

### 即位以前
ゼノンはアナトリア半島イサウリア地方の少数民族イサウリア人の族長だった人物で、旧名はタラシコデッサだった。
ゼノン（当時はタラシコデッサ）の初期の経歴は不明だが、460年代になってイサウリア人の大規模な雇用を開始した東ローマ皇帝レオ1世によってゼノンも雇用された。ゼノンは466年に皇帝レオ1世と不仲であったアラン人の将軍アスパルの長男アルダブリウスをサーサーン朝との内通の嫌疑で告発することでレオ1世に取り入り、レオ1世の娘アエリア・アリアドネと結婚してギリシア語でゼノンと名乗るようになった。467年にはアエリア・アリアドネとの間にレオ2世が生まれ、まもなくゼノンはトラキアの軍司令官に取り立てられ、469年には最高官職である執政官にも就任した。
しかしゼノンは469年にトラキアで反乱鎮圧に失敗し、命からがら逃亡する醜態をさらして軍司令官から罷免されてしまう。468年には皇帝レオ1世も、先に失脚させたアスパルの反対を押し切ってアフリカへヴァンダル族討伐の大船団を派遣して、船団の半数を失う大敗を喫していた。こうしたレオ1世とゼノンの失態により東ローマ帝国では再びアスパルが名声を取り戻し、アスパルの次男ユリウス・パトリキウスがレオ1世の娘レオンティアと婚約して副帝と宣言された。ゼノンは471年にコンスタンティノープルの市民を扇動してアスパルとアルダブリウスを襲わせ、カルケドンの聖エウフェミア教会へ逃れたアスパルとアルダブリウスを殺害して競争者を取り除いた。
474年にレオ1世が死ぬと、ゼノンとレオ2世の親子が新たに皇帝を名乗ったが、レオ2世は同年冬に死亡した。

### 即位後
即位した当初からゼノンの地位は不安定だった。コンスタンティノープルの市民はイサウリア人を野蛮人とみなしていたのでイサウリア人のゼノンに対して好感を持っていなかったし、貴族層もゼノンを成り上がり者として軽蔑していた。軍隊にもゼノンが殺害したアスパルと結びつきが強いゴート人の兵士が多かった。

#### バシリスクスらによる反乱（475年）
即位して間もない475年、ゼノンに対する大規模な反乱が起きた。反乱を起こしたのはレオ1世の妻ウェリナ、レオ1世の義弟バシリスクス、バシリスクスの甥アルマトゥス、ゼノンの盟友だったイサウリア人の将軍イルス、アスパルの姻戚で「全ゴート人の王」と呼ばれていたゴート人の将軍テオドリック・ストラボらの連合勢力だった。ゼノンは反乱軍と対決することを避け、可能な限りの金銭をかき集めて故郷イサウリアへと逃亡した。このときゼノンの弟ロンギヌスが逃げ遅れてイルスの捕虜となった。反乱軍は抵抗にあうことなくコンスタンティノープルへと入城したが、コンスタンティノープルの金銭を当てにしていた連合勢力は当面の費用に困ることになった。ウェリナは彼女の愛人を皇帝にすることを弟のバシリスクスに求めたが、バシリスクスは自ら皇帝を名乗り、息子のマルクスを共同皇帝に任命し、ウェリナの愛人を処刑した。皇帝となったバシリスクスは甥のアルマトゥスにもマギステル・ミリトゥムの地位を与えようとしたが、これはアスパルの後任としてマギステル・ミリトゥムの地位にあったテオドリック・ストラボを激怒させた。またバシリスクスはコンスタンティノープルで嫌われていたイサウリア人を虐殺したが、これはイサウリア人の将軍イルスに不満を抱かせることになった。バシリスクスの陣営からはテオドリック・ストラボが離脱し、ゼノン討伐のためにイサウリアへと向かっていたイルスもゼノンに寝返ってゼノンとともにコンスタンティノープルへと進軍を開始した。バシリスクスは防戦のためにアルマトゥスを派遣したが、ゼノンはアルマトゥスにマギステル・ミリトゥムの地位とアルマトゥスの息子バシリスクスを副帝に取り立てることを約束してアルマトゥスを寝返らせた。翌476年、ゼノンは何の抵抗も受けずにコンスタンティノープルへと入城し、バシリスクスとマルクスの両皇帝を捕らえて処刑した。ゼノンはアルマトゥスとバシリスクスの親子を副帝に取り立てたが、翌477年にはアルマトゥスを暗殺し、子のバシリスクスも修道院へ入れて副帝の地位を剥奪した。イルスはゼノンの弟ロンギヌスを人質として確保していたこともあり元の地位に留まることができた。
ゼノンは反乱に参加していたテオドリック・ストラボをマギステル・ミリトゥムから罷免し、代わりにテオドリックをマギステル・ミリトゥムに任命した。ゼノンはテオドリックをパトリキ（貴族）に取り立て、テオドリック・ストラボの討伐を命じた。しかしテオドリックがゴート人を率いて戦場へと到着すると、合流するはずであったローマ人の軍団は到着していなかった。何の援軍もなしにテオドリック・ストラボの軍団と対峙することになったテオドリックはテオドリック・ストラボによって巧みに説得され、テオドリック・ストラボの陣営へと降った。ゼノンは初め金1000リーブラ、銀1万リーブラ、年額1万ソリドゥスの条件を提示してテオドリック・ストラボからテオドリックを切り離そうと試みたが、この交渉は失敗に終わった。次にゼノンはテオドリック・ストラボとの交渉を行い、478年に彼をマギステル・ミリトゥムの地位に復帰させる条件でテオドリック・ストラボとの和解を実現した。

#### 西ローマ帝国におけるロムルス・アウグストゥルスの廃位（476年）
476年、イタリア本土においてローマ皇帝ロムルス・アウグストゥルスが廃位された。レオ1世は474年に姻戚のユリウス・ネポスに西ローマ皇帝を名乗らせてイタリア本土へと送り込んでいたが、結局はネポスをイタリア本土の人々に上手く押し付けることができず、ユリウス・ネポスは475年に西ローマ帝国の軍司令官オレステスによって追放され、代わりにオレステスの息子ロムルス・アウグストゥルスがローマ皇帝として宣言されていた。しかしゼノンはロムルス・アウグストゥルスを正当な西方正帝とは認識していなかったし、イタリアを追放されたユリウス・ネポスも逃亡先のダルマティアで依然として西ローマ皇帝を名乗り続けていたので、コンスタンティノープルの宮廷から見ればロムルス・アウグストゥルスの廃位は正当な行為だった。
同年中に首都ローマの元老院からゼノンのもとへ「もはや西方担当の皇帝は必要ではない」とする元老院決議が、西ローマ皇帝の帝冠や紫衣とともに届けられた。ゼノンはロムルス・アウグストゥルスの廃位に功績のあったスキリア族の将軍オドアケルに報奨としてパトリキの地位およびローマ皇帝の代官としてイタリア本土を統治する法的権限を与えた。使者との会見にはダルマティアで西ローマ皇帝を名乗っていたユリウス・ネポスも同席していたので、ゼノンはユリウス・ネポスの顔も立てて、ユリウス・ネポスを西ローマ皇帝として受け入れてはどうかと提案した。元老院はゼノンの提案に反対したが、オドアケルは妥協してゼノンの提案を受け入れた。オドアケルはユリウス・ネポスへの忠誠の証として新たに発行した金貨にユリウス・ネポスの名前と肖像を刻印したが、結局はユリウス・ネポスをイタリア本土へ迎え入れようとはしなかった。480年にはユリウス・ネポスも何者かによって殺害されたため、東方担当の皇帝であるゼノンがローマ帝国で唯一の皇帝となった。オドアケルはゼノンのためにユリウス・ネポス没後のダルマティアの混乱を回復し、ヴァンダル王国の王ガイセリックと交渉してシチリア島の一部を西ローマ帝国へ返還させ、487年にはイタリアへ侵入したルギー族の王ファワを降伏させて連れ去られていたローマ市民を取り戻した。こうしてゼノンとオドアケルは少なくとも488年まで良好な関係を築いた

#### レオンティアとマルキアヌスらによる反乱（479年）
479年、今度はレオ1世の娘レオンティアとレオンティアの夫マルキアヌスがゼノンに対して反乱を起こした。守備隊の支持を得た反乱軍は一時はコンスタンティノープルの掌握に成功しかけたが、イサウリア人を引き連れて救援に訪れた将軍イルスの活躍によって鎮圧された。マルキアヌスは捕らえられ、聖職者にされてカッパドキアへ追放された。このときウェリナが暗躍してイルスの暗殺を企てたが、イルスは彼女の企てを見破りウェリナを捕らえて牢に入れた。ウェリナの娘であったゼノンの妻アエリア・アリアドネは母ウェリナの解放を求めたが、これをイルスが拒絶したためアリアドネはイルスの殺害を企てた。イルスはゼノンと相談して東方軍司令官に就任することでコンスタンティノープルを離れることにした。
ゼノンはコンスタンティノープルにイルスより遅れて到着したテオドリック・ストラボに反乱への加担の疑いをかけてマギステル・ミリトゥムから罷免した。これを不満としたテオドリック・ストラボはテオドリックを従えてトラキアを荒らし回った。ゼノンはブルガール人にトラキアを与えることを約束してテオドリック・ストラボの討伐を依頼したが、ブルガール人はテオドリック・ストラボとテオドリックによって撃退されてしまった。しかし481年、テオドリック・ストラボはギリシャへの移動中に野営地で事故死した。ゼノンはテオドリックとの和解交渉を開始し、テオドリックをマギステル・ミリトゥムの地位に復帰させる条件で和解を成立させた。ゼノンは484年にはテオドリックに最高官職である執政官の地位を与え、485年にはテオドリックを養子として迎え入れて皇帝の一族の証である「フラウィウス」のノーメンを与えるなど、テオドリックとの関係の維持に努めた。

#### イルスとレオンティウスらによる反乱（484年）
一方、東方軍司令官に任命されたイサウリア人の将軍イルスは、東方で自分の地位を固めていた。イルスはウェリナとロンギヌスを人質としたままだったので、ゼノンはイサウリア人の将軍レオンティウスを使者として派遣してイルスに人質の解放を求めた。しかしレオンティウスはイルスを説得してウェリナを解放させるのではなくウェリナに説得されてウェリナとイルスの仲を取り持ち、イルスも人質の解放を拒んだため、ゼノンはコンスタンティノープルに残っていたイルスの一族から財産を没収して彼らをコンスタンティノープルから追放した。これに対してウェリナとイルスは484年にゼノンの廃位とレオンティウスの皇帝就任とを宣言してゼノンへの反乱を起こした。ゼノンはイルスを東方軍司令官から解任して新たにスキタイ人の将軍ヨハネスを東方軍司令官に任命し、ヨハネスにテオドリックが率いていたゴート人の軍団を与えてイルスとレオンティウスの討伐を命じた。イルスとレオンティウスは故郷のイサウリアで籠城し、ヨハネスはイルスとレオンティウスの攻略に4年を費やした。

#### テオドリックとの不和（486年）
484年に起こったイルスとレオンティウスによる反乱では、ゼノンはテオドリックの裏切りを警戒してテオドリックをコンスタンティノープルの宮廷に留め置き、かわりにスキタイ人の将軍ヨハネスにテオドリックに従っていたゴート人の軍団の指揮を任せた。しかし、このことがかえってテオドリックの感情を害することになった。さらにゼノンがイサウリア人を懐柔しようとしてイサウリア人の将軍コトメネスにマギステル・ミリトゥムの地位を与えると約束したとき、ついにはテオドリックの我慢も限界に達した。486年にテオドリックはトラキアを荒らし回り、487年にはコンスタンティノープルを攻囲した。ゼノンはテオドリックに和解の提案を行い、テオドリックを副帝として帝国西半の統治を委ねるかわりに、レオンティウスの反乱を支持していたとされるイタリア領主オドアケルの討伐を依頼した。テオドリックはゼノンの提案に合意したが、ゴート人の多くはテオドリックと分かれて東ローマ帝国に残ることを選択した。488年、テオドリックは彼に同意した僅かな者たちだけでイタリアへ向けて出発していった。
491年、ゼノンはテオドリックのイタリア遠征の結果を見ることなく波乱に満ちた生涯を終えた。

## 宗教政策
当時の東ローマ帝国では、コンスタンティノープルでは両性説が、地方の属州都市では単性説が優勢だった。ゼノン自身は単性説に同情的だったようだが、単性説を断罪した451年のカルケドン公会議の決定を無視することもできず、ゼノンは単性説と両性説に折衷案を持ち込んで妥協を図ろうとした。
ゼノンは482年に、コンスタンティノープル総主教アカキオスの同意を得て、単性とも両性とも明言しない曖昧な『信仰統一勅令』（ヘノティコン）を発した。しかし、この勅令は単性説派も両性説派も満足させることができないものだった。両性説派のローマ教皇フェリックス3世は『信仰統一勅令』の無効を宣言し、『信仰統一勅令』を支持するコンスタンティノープル総主教アカキオスを484年に破門した。アカキオスは教皇による破門宣告を無視し、教皇の名前を二枚板から削除してみせることで教皇に対抗した。こうしてアカキオスの分離と呼ばれるローマ教会とコンスタンティノープル教会との深刻な断交が始まり、こうした状況が30年以上も続いた。

## 逸話
一説によるとゼノンは棺に納められた後に中で息を吹き返し、「許してくれ！」と三日間叫んだが、皆がゼノンを憎んでいたため無視してそのまま葬ったと言う。